# 마스바테섬
마스바테섬(Masbate)은 필리핀 중부 비콜 지방에 속하는 섬으로 마스바테주의 본토라고 할 수 있는 섬이다. 면적은 3,268km2, 인구는 555,573이다.

## 지리
서쪽으로는 시부얀해, 남쪽으로 비사얀해, 남동쪽으로는 사마르해, 북쪽으로 라가이만에 둘러 싸여 있다.

## 행정
마스바테주의 주도 마스바테시가 있고, 주의 주요 세 섬(마스바테섬, 부리아스섬, 티카오섬)에서 가장 크고 인구도 많다. 지방 자치 단체는 만다온, 아로로이 , 플라세르 등이 있다.

## 문화
농업, 어업 외, 특히 목축업이 활발한 것으로 알려져 있으며, 로데오 대회가 섬의 명물이다. 마스바테어를 구사하는 마스바테족이 살아가며, 그 언어와 문화는 북쪽으로 접하는 루손 지방과 남쪽에 인접한 비사야 제도 모두의 영향이 섞여 있다.